# Estación de Batán
Batán es una estación de la línea 10 del Metro de Madrid situada entre la intersección del Camino de Campamento con el Paseo de la Venta y la calle Villamanín y la Venta del Batán, en el límite entre los barrios de Lucero (distrito de Latina) y Casa de Campo (distrito de Moncloa-Aravaca). 
Cerca de la estación se encuentran la Venta del Batán, la Escuela de Tauromaquia de Madrid y el Parque de Atracciones.

## Historia
La estación de Batán es una de las estaciones perteneciente al antiguo F.C. Suburbano de Carabanchel a Chamartín de la Rosa situada en superficie y abierta al público el 4 de febrero de 1961.

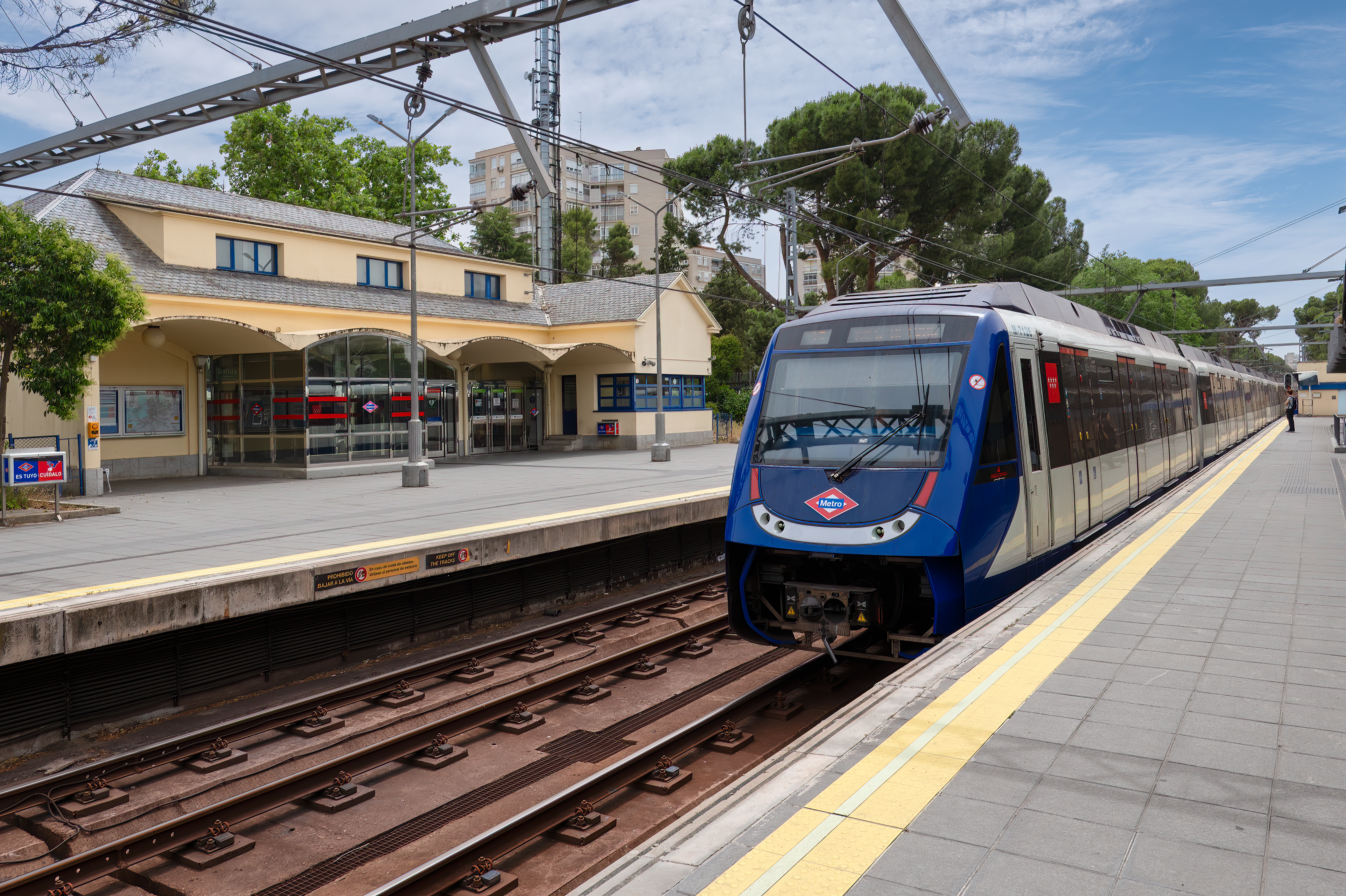
Vista de la estación

Cuando por ella circulaban trenes de la serie 2000, tenía andén central al igual que Lago. Tras la adaptación de la línea al gálibo ancho, el andén central se suprimió y, a diferencia de la estación de Lago, aquí no se aprecia que hubo dicho andén. Fue cabecera provisional de la línea durante las obras de la estación de Casa de Campo. Debe su nombre al barrio en el que se ubica, Batán, y este lo toma del antiguo molino trapero existente en la orilla del arroyo Meaques que discurre por las inmediaciones.

## Accesos
Vestíbulo Villamanín

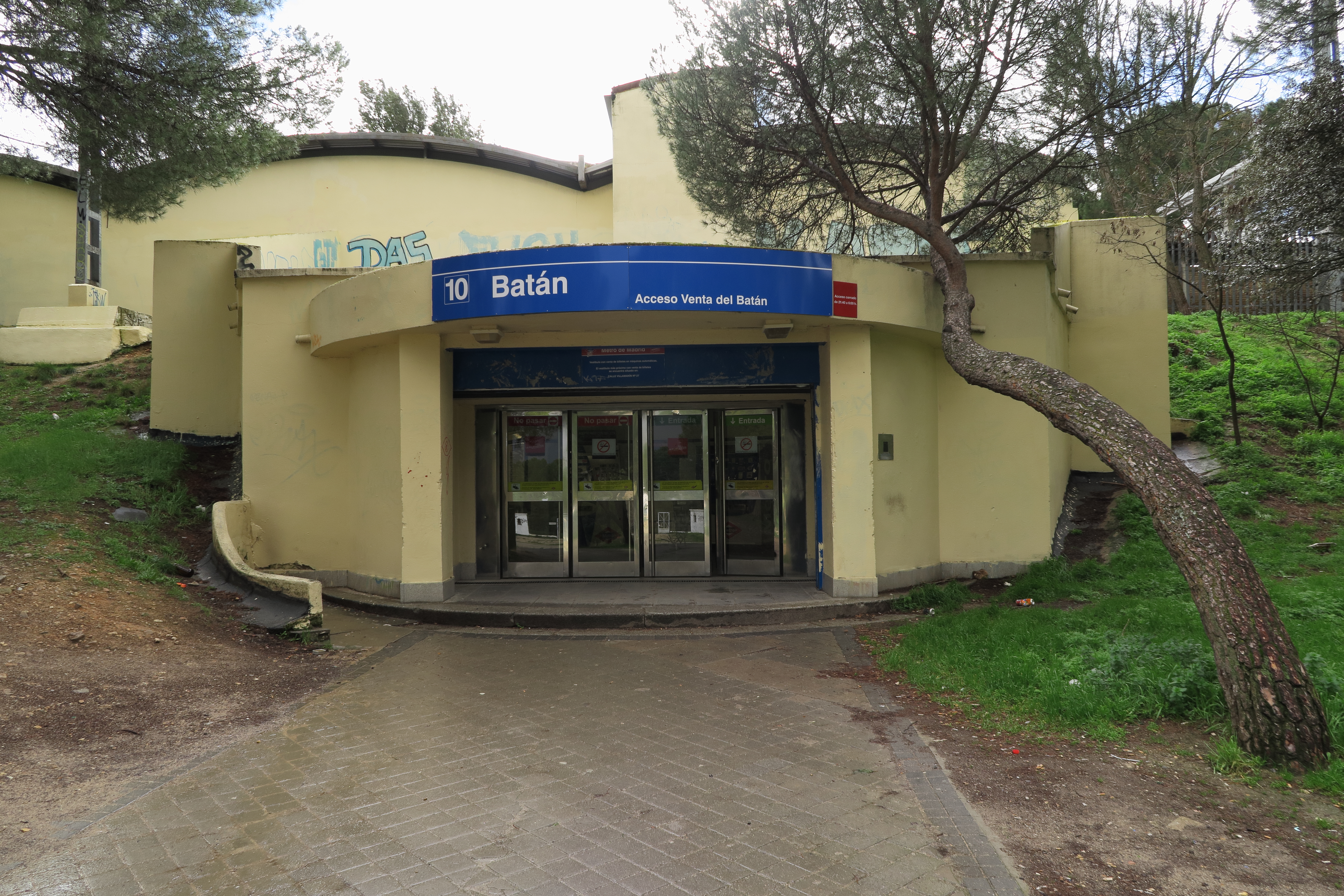
Estación de Batán, acceso Venta de Batán

- Villamanín C/ Villamanín, 27 (próximo a Pº Extremadura).

Vestíbulo Venta del Batán
- Venta del Batán Pº Venta, 1. Para Parque de Atracciones y Zoo Aquarium (Casa de Campo)

## Líneas y conexiones

### Metro
| << cabecera                                          | < estación | línea | estación >    | cabecera >>    |
| ---------------------------------------------------- | ---------- | ----- | ------------- | -------------- |
| Hospital Infanta Sofía Cambio de tren en Tres Olivos | Lago       |       | Casa de Campo | Puerta del Sur |

### Autobuses
| Diurnos |                      |                                          |
| Línea   | Destino              | Parada                                   |
| 65      | Colonia Gran Capitán | 2626 BATÁN (C/ Villamanín)               |
| 33      | Príncipe Pío         | 2627 BATÁN (C/ Villamanín-Cº Campamento) |
| 65      | Jacinto Benavente    | 2627 BATÁN (C/ Villamanín-Cº Campamento) |
| 55      | Atocha               | 3936 BATÁN (Cabecera Cº Campamento)      |
| SE3     | Barrio de Lucero     | 51122 BATÁN (Cabecera C/ Villamanín, 31) |